# أرجون روي
أرجون روي (بالإنجليزية: Arjun Roy)‏ هو سياسي هندي، ولد في 2 يناير 1972. حزبياً، نشط في جنتا دال. وقد انتخب عضو لوك سابها ‏.